# 달바글로벌
주식회사 달바글로벌(영어: d'Alba Global)은 대한민국의 화장품 제조 기업이다.

## 역사
2016년 3월 9일에 서울대학교 산업공학과를 졸업하고 NHN과 컨설팅회사 아서디리틀 코리아와 AT 커니에서 일한 반성연 대표가 B&B코리아·중국 라팡그룹과 조인트벤처(JV)로 비모뉴먼트라는 법인으로 설립되었으며 같은 해 8월에 브랜드를 런칭하고
2019년 KTB 네트워크가 20억 원을 우리벤처파트너스가 80억 원을 투자하였다.
2020년부터 라팡 그룹과 비앤비코리아 등은 한국 벤처캐피탈(VC) 등에게 지분을 매각하며 엑시트를 시작했다.
2024년 7월 17일에 현재의 사명으로 변경하였다.
2024년 상장 예비 심사에서 한국거래소는 최대주주 변경으로 인한 내부통제 부실 위험을 예방하기 위해 최대주주의 지배력을 중요한 요소로 보고 있는데 회사의 창업자 지분율이 권고 사항에 미달해 상장예비심사 단계에서부터 걸림돌이 된 적이 있고 코스피 상장 예비심사 승인을 받았지만 바로 증권신고서를 내기보다는 2024년 연간 실적까지 확인한 뒤 상장 절차를 진행하였다.
2025년 5월 22일, 코스피 시장에 공모가 66,300원으로 상장하였고 장중 한때 123,300원까지 오르며 상장일 66% 이상 오른 110,100원에 마감했다.

## 제품 생산
제품은 금액기준 BNB코리아(33.1%), 한국콜마(29.6%), 코스모랩(12.4%)에 외주로 생산되며 외주 방식은 충진, 생산은 비앤비코리아 및 한국콜마, 용기 생산은 코스모랩에 집중되어 있다.